# Ones (álbum de Selena)
Ones (Español: Unos) es un álbum de grandes éxitos de la cantante texana Selena Quintanilla el álbum incluye todos los sencillos de la Reina del Tex-Mex viene en CD y DVD. El CD incluye los que fueron posibles sencillos sin videos y el DVD incluye todos los videos este álbum incluye un popurrí inédito interpretado por Selena al que se le título "Con Tanto Amor".

## Información
Los posibles sencillos empezaron a sonar gracias a la buena promoción de la disquera, más sin embargo, el Sr. Abraham Quintanilla asegura que la canción "Si Una Vez" iba a ser un nuevo sencillo por petición de su hija Selena. Todos los videos son oficiales. Los últimos 4 videos son con imágenes de Selena pues la cantante ya había fallecido.

## Lista de canciones
Disc 1 CD
1. No Quiero Saber (Sencillo)
2. Baila Esta Cumbia (Sencillo)
3. Como La Flor (Sencillo)
4. La Carcacha (Sencillo)
5. Buenos Amigos (Sencillo)
6. No Debes Jugar (Posible Sencillo)
7. La Llamada (Sencillo)
8. Amor Prohibido (Sencillo)
9. No Me Queda Más (Sencillo)
10. Fotos y Recuerdos (Posible Sencillo)
11. El chico del apartamento 512 (Posible Sencillo)
12. Bidi Bidi Bom Bom (Sencillo)
13. Techno Cumbia (Sencillo)
14. Si Una Vez (Posible Sencillo)
15. Donde Quiera Que Estés (Sencillo)
16. Tu Solo Tu (Sencillo)
17. Siempre Hace Frío (Sencillo)
18. I Could Fall in Love (Sencillo)
19. Dreaming of You (Sencillo)
20. Con Tanto Amor Medley (Amor Prohibido / Si Una Vez / Como La Flor)

## DVD
1. No Quiero Saber
2. La Carcacha
3. Buenos Amigos (dueto con Álvaro Torres)
4. La Llamada
5. Amor Prohibido
6. No Me Queda Más
7. Bidi Bidi Bom Bom
8. Techno Cumbia
9. Donde Quiera Que Estés (dueto con Barrio Boyzz)
10. Tú, Sólo Tú
11. Siempre Hace Frío
12. I Could Fall in Love
13. Dreaming of You